# Cantonul Malzéville
Cantonul Malzéville este un canton din arondismentul Nancy, departamentul Meurthe-et-Moselle, regiunea Lorena, Franța.

## Comune
| Comune                | Populație (1999) | Cod poștal | Cod INSEE |
| --------------------- | ---------------- | ---------- | --------- |
| Agincourt             | 399              | 54770      | 54006     |
| Amance                | 296              | 54770      | 54012     |
| Bouxières-aux-Chênes  | 1 312            | 54770      | 54089     |
| Bouxières-aux-Dames   | 4 124            | 54136      | 54090     |
| Brin-sur-Seille       | 582              | 54280      | 54100     |
| Custines              | 2 991            | 54670      | 54150     |
| Dommartin-sous-Amance | 290              | 54770      | 54168     |
| Eulmont               | 980              | 54690      | 54186     |
| Laître-sous-Amance    | 389              | 54770      | 54289     |
| Lay-Saint-Christophe  | 2 622            | 54690      | 54305     |
| Malzéville            | 7 712            | 54220      | 54339     |